# محمدرضا درفشه
محمدرضا درفشه (زادهٔ ۱۳۲۹ مسجدسلیمان) ریاضی‌دان ایرانی و استاد بازنشستهٔ ریاضیات دانشگاه تهران و عضو کمیته اجرایی انجمن ریاضی ایران است.

## زندگی
او لیسانس ریاضی را از دانشگاه تهران با رتبه اول در سال ۱۳۵۳ و کارشناسی ارشد و دکتری را از دانشگاه بیرمنگام در سال ۱۹۷۵ و ۱۹۷۸ به راهنمایی دونالد لیوینگستون اخذ کرد. وی از سال ۱۳۵۷ تا ۱۳۶۸ عضو هیئت علمی دانشگاه شهید چمران اهواز بوده و از سال ۱۳۶۸ تا کنون در دانشگاه تهران تدریس می‌کند و از سال ۱۳۷۴ تا ۱۳۷۸ مدیریت گروه ریاضی را بر عهده داشته‌است. او تا کنون بیش از سی دانشجوی دکتری داشته‌است.
او در سال ۱۹۹۰ برنده جایزه عبدالسلام در ریاضیات توسط مرکز بین‌المللی فیزیک نظری و در سال ۱۹۹۷ برندهٔ جایزه بین‌المللی خوارزمی شد